# Pierre de Rache
Pierre de Rache, né à Lille vers 1573 et mort vers 1648, est un imprimeur-libraire français, actif entre 1610 et 1648 environ.

## Biographie
Fils du libraire lillois Jean de Rache, Pierre s'établit comme libraire près de l'église Saint-Étienne vers 1610. Peu après, il est reçu imprimeur par octroi du 3 juillet 1612 et installe son atelier dans la maison familiale, à l'angle du marché et de la rue de la Cordonnerie, sous l'enseigne À la Bible d'or. Actif de 1612 à 1648, il est à la fois imprimeur du Roi d'Espagne et imprimeur de la ville. Il ne fut pas le premier imprimeur de Lille (avant lui et en même temps que lui il y eut Antoine Tack et Christophe Beys), mais il fut en tout cas le premier imprimeur d'origine lilloise. Il imprime 190 titres.
Son fils, Nicolas de Rache (1615-1684), prend sa suite en 1650 après avoir obtenu à son tour un privilège d'imprimeur en 1642 et avoir installé son propre atelier à l'angle des rues des Prêtres et de la Grande chaussée, sous l'enseigne Le Bras d'Or.